# Gressittiella
Gressittiella is een geslacht van rechtvleugeligen uit de familie sabelsprinkhanen (Tettigoniidae). De wetenschappelijke naam van dit geslacht is voor het eerst geldig gepubliceerd in 1961 door Willemse.

## Soorten
Het geslacht Gressittiella  is monotypisch en omvat slechts de volgende soort:
- Gressittiella castaneopicta (Willemse, 1961)